# Hermann von Beckerath

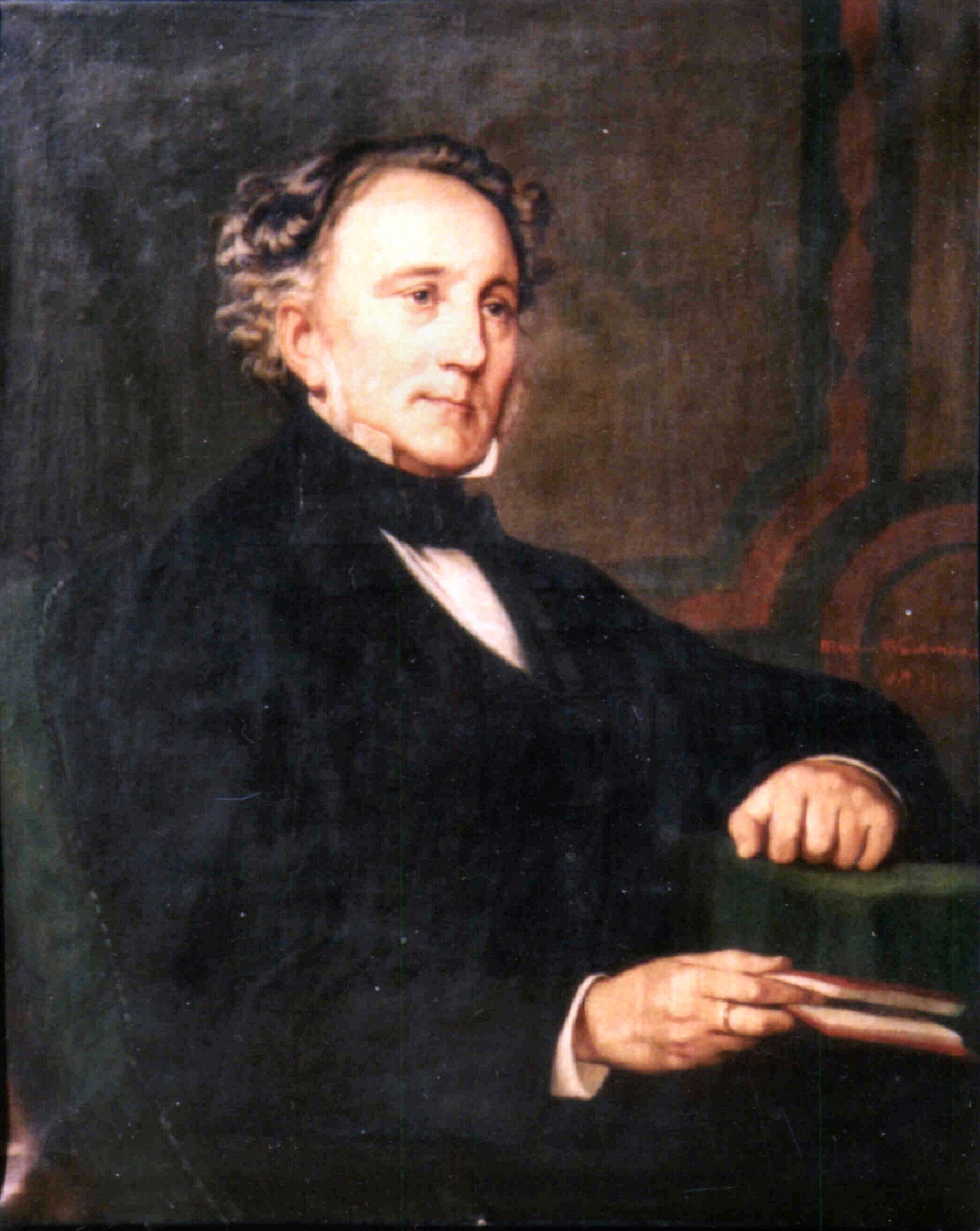
Hermann von Beckerath

Hermann von Beckerath, född 13 december 1801 i Krefeld i Westfalen, död där 12 maj 1870, var en tysk bankir och politiker.
Beckerath började 1838 egen bankirverksamhet, blev 1847 ledamot av den första förenade lantdagen i Berlin och uppträdde där i liberal anda som en entusiastisk anhängare av Tysklands enhet under Preussens ledning. Hans anseende var så stort, att han fick i uppdrag att författa svarsadressen på trontalet. År 1848 invaldes han i Frankfurtparlamentet och tillhörde där högra centern. I augusti 1848 blev han riksfinansminister, men avgick redan i september samma år, då parlamentet genom förkastandet av vapenstilleståndet i Malmö avgjort bröt med Preussen. Han erhöll i september i uppdrag att bilda ett nytt preussiskt kabinett, men det konstitutionella program, han då tillställde kungen, gillades ej av denne. Som ledamot av preussiska andra kammaren (1849–51) bekämpade han ivrigt Otto Theodor von Manteuffels politik. I februari 1850 valdes han till ledamot av Erfurtparlamentet. År 1851 drog han sig tillbaka till privatlivet och ägnade sig sedan huvudsakligen åt sin stora bankiraffär.